# Улдрікіс Капберґс
Улдрікіс Капберґс (відомий як лівський король лів. Uļi Kīnkamäg, лів. Uldriķis Kāpbergs; *25 березня 1869, Мікельбак, Курляндська губернія — †1 червня 1932, Вентспілс, Латвія) — самопроголошений король лівів Улдрікіс I. За іншою версією проголошений лівським народом. Також відомий як лівський поет.

## Біографія
Уродженець хутора Бунтікі, села Мікельціемса. Здобув домашню освіту, займався рибальством. Капберґс — поет і патріот Лівського берега на півночі Курземе, що є вцілілим уламком стародавнього етнічного ареалу лівів.
У 1923 ліви звернулися до Кабінету міністрів Латвії з проханням створити національний округ. Але уряд Першої Латвійської республіки відмовив їм. Тоді і зійшла зірка Капберґса, що оголосив себе вождем лівів — королем Улдрікісом I. Капберґс мав радикальні погляди, вважав, що ліви не підпорядковані ніякій державі і є самостійним народом. Він проголосив незалежність рідного берега і вирішив не визнавати ні уряду Латвії, ні законів Латвії, заборонив синові служити в армії, відмовлявся платити податки. 2 травня 1932 його було заарештовано латвійськими поліцейськими за несплату податків і за те, що відмовився в 1931 віддати свого сина Андрія в армію. Декілька разів направлявся в психіатрічну лікарню.
У 1932 Капберґс помер в Вентспілській в'язниці від серцевого нападу. Похований на цвинтарі Мікельторне.
Його син Петеріс був убитий під час війни німецькими окупантами за надання допомоги партизанам. Петеріс Капберґс був також відомий як лівський письменник.

## Поет
Написав лівською мовою «Uļi Kīnkamega dziesma no trakonama Vāldapē jaunskungam» (1922). Друкувався в збірнику «Remass Rainis. Ūdenszāles un mokas: dzeja un atdzeja». Головним чином його вірші публікувалися в щомісячнику «Līvli».
|  | « (...) мова буде врятована тоді, якщо її дітям покажемо, вони своїм - так само.» |